# Liao Yiwu

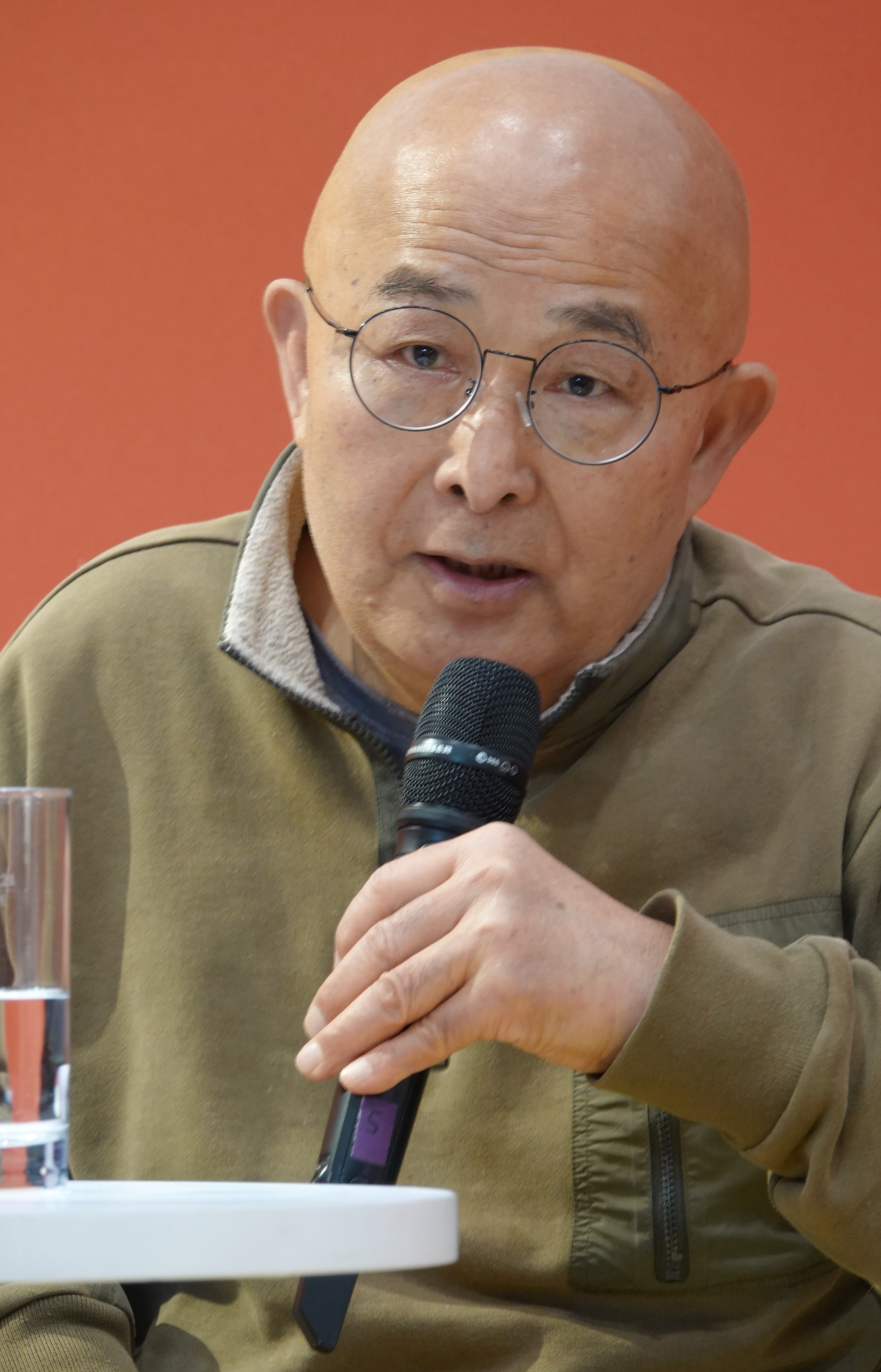
Liao Yiwu (2023)

Liao Yiwu (chinesisch 廖亦武, Pinyin Liào Yìwǔ; anhörenⓘ; * 4. August 1958 in Yanting, Sichuan), auch bekannt als Lao Wei (老威), ist ein chinesischer Schriftsteller, Dichter und Musiker, der international durch sein Buch Fräulein Hallo und der Bauernkaiser: Chinas Gesellschaft von unten ab 2009 Beachtung fand. Aufgrund seiner kritischen Haltung zur chinesischen Regierung sind Liaos Werke in der Volksrepublik China verboten. In Deutschland stieg seine Bekanntheit durch den Erhalt des Friedenspreises des Deutschen Buchhandels 2012 und des Geschwister-Scholl-Preises 2011.

## Leben und Werk

### Kindheit und Jugend
Liao Yiwu wuchs zur Zeit der großen Hungersnot auf, die eine Folge des „Großer-Sprung-nach-vorn“-Programms zur wirtschaftlichen Stärkung Chinas war. Als 1966 die Kulturrevolution begann, wurde sein Vater als Revolutionsgegner angeklagt. Um die Kinder zu schützen, ließen sich Liaos Eltern scheiden. Gemeinsam mit seiner Mutter wuchs Liao in Armut auf.
Nach Beendigung der Sekundarschule reiste Liao durch China und arbeitete als Koch und Lastwagenfahrer. Zu dieser Zeit beschäftigte er sich intensiv mit westlicher Lyrik und begann, selbst zu dichten.

### Arbeit als Dichter und Verhaftung

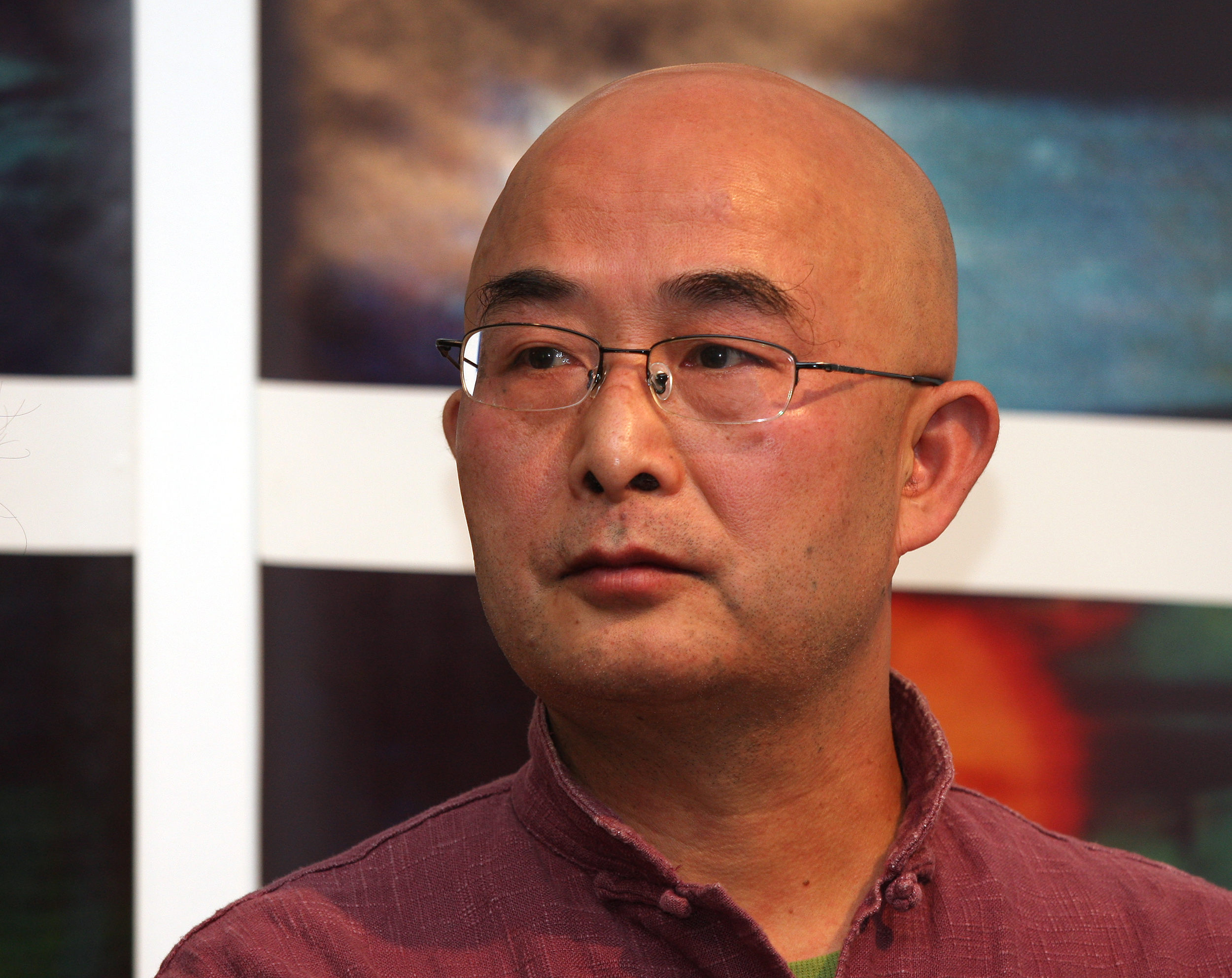
Liao Yiwu (2010)

In den 1980er Jahren war Liao einer der bekanntesten jungen Dichter in China und veröffentlichte regelmäßig in wichtigen Literaturmagazinen. Einige seiner Werke erschienen in den Zeitschriften der Untergrund-Literaturszene, da die chinesischen Behörden Gedichte im Stil westlicher Lyrik als „geistige Verschmutzung“ ansahen. Aufgrund dieser Verbindungen steht Liao seit 1987 in China auf der Schwarzen Liste.
Im Juni 1989 schrieb Liao das Gedicht Massacre (deutsch: Massaker) über die Ereignisse am Tian’anmen-Platz am 4. Juni. Da er keine Möglichkeit hatte, es zu veröffentlichen, sprach er es, unterstützt vom kanadischen Sinologen Michael Day, auf Tonband. Diese Aufnahmen wurden anschließend über die bestehenden Strukturen von Schwarzkopierer-Ringen in China verbreitet und auch von einem ausländischen Radiosender ausgestrahlt. Anschließend begann Liao, an einem Film über die Ereignisse zu arbeiten, der den Titel Totenmesse trug. Da Day aufgrund der Radiosendung verhaftet und verhört wurde, erfuhren die Behörden von dem Film. Im Februar 1990 wurden er, seine Filmcrew sowie seine schwangere Frau verhaftet, Liao wurde wegen „Verbreitung konterrevolutionärer Propaganda mit ausländischer Hilfe“ zu einer vierjährigen Haftstrafe verurteilt.
Während der Haft lehnte sich Liao gegen die Gefängniswärter auf und brach wiederholt Regeln, so dass er besonders häufig Opfer von Gewalt und Folter seitens der Gefängnisleitung wurde. Er erlitt mehrfach Zusammenbrüche und versuchte zweimal, sich selbst zu töten. 1994 wurde er auf internationalen Druck hin 50 Tage vor dem eigentlichen Ende der Strafe entlassen, die chinesischen Behörden erklärten, dies geschehe aufgrund „guter Führung“. Die Zeit im Gefängnis verarbeitete Liao in seinem Buch Testimonials.

### „Gespräche mit Menschen vom Bodensatz der Gesellschaft“
Als er aus dem Gefängnis entlassen wurde, entzog seine Kommune ihm die Aufenthaltsgenehmigung. Seine Frau hatte ihn mit dem gemeinsamen Kind verlassen, vormals befreundete Kollegen wandten sich von ihm ab. Zunächst verdiente Liao seinen Lebensunterhalt als Straßenmusiker, aufgrund der politischen Verfolgung konnte er auch in der Folge nur Gelegenheitsjobs in Restaurants, Teehäusern und Buchläden annehmen. In dieser Zeit entstanden die Pläne für sein Buch Interviews with People from the Bottom Rung of Society (deutsch: Gespräche mit Menschen vom Bodensatz der Gesellschaft), das zum großen Teil auf Gesprächen basiert, die Liao in dieser Zeit mit sozial Ausgestoßenen führte.
1998 stellte er unter dem Titel The Fall of the Holy Temple (Yiwu Liao: 沉沦的圣殿: 中国20世纪70年代地下诗歌遗照. 新疆青少年出版社, Urumtschi (Xinjiang [China]) 1999, ISBN 7-5371-3291-7 (chinesisch). Deutsch: Der Fall des heiligen Tempels) eine Sammlung von Untergrund-Gedichten der 1970er Jahre zusammen. Das Buch wurde nach der Veröffentlichung verboten.
2001 veröffentlichte der chinesische Verlag Yangzi Publishing House eine „bereinigte“ Ausgabe von Interviews with People from the Bottom Rung of Society. Das Buch war sehr erfolgreich und wurde von chinesischen Kritikern gelobt. Zum einen sei es eine „historische Dokumentation des heutigen China“, zum anderen gebe Liao denjenigen eine Stimme, die sonst nicht gehört, sondern unterdrückt würden. Die chinesischen Behörden untersagten jedoch den Verkauf und die Verbreitung des Buches, bestraften den Verlag und entließen Mitarbeiter der Zeitung Südliches Wochenende, die ein Interview mit Liao veröffentlicht und sein Buch empfohlen hatte. Liaos Name darf seitdem in den Medien nicht mehr genannt werden. 2002 gelang es mit der Hilfe von Kang Zhengguo, der an der Yale University lehrt, das Manuskript nach Taiwan zu schmuggeln, wo es von der Rye Field Publishing Company, Tochter des größten taiwanesischen Verlags Cite Publishing, als dreibändige Ausgabe auf Chinesisch veröffentlicht wurde. 2003 erschienen Auszüge daraus auf Französisch und Englisch.

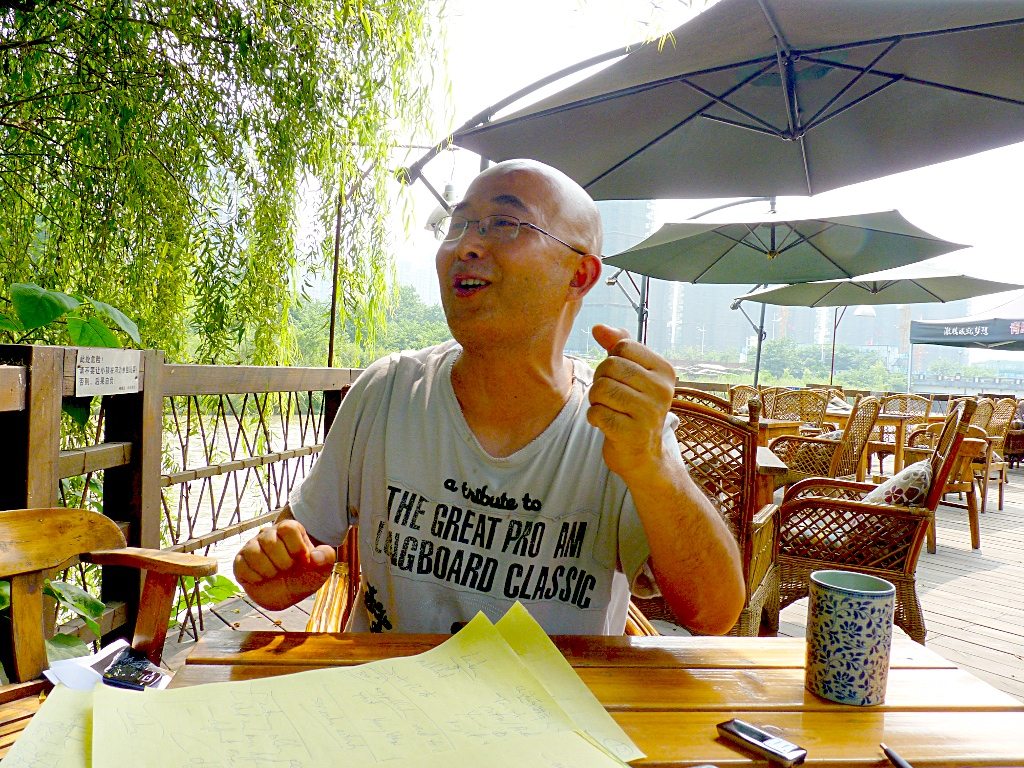
Liao Yiwu (in Chengdu, Juli 2010)

Im gleichen Jahr erhielt Liao den jährlichen Human Rights Watch Hellman-Hammett-Grant, einen Geldpreis für politisch verfolgte Schriftsteller.

### Politische Tätigkeit und Kontroverse um Ausreiseverbote
Im August 2007 unterzeichnete Liao Yiwu mit 36 weiteren Intellektuellen einen offenen Brief an die chinesische Regierung und die Olympia-Organisatoren von Peking 2008. Im gleichen Jahr wurde er vom Unabhängigen Chinesischen P.E.N.-Zentrum (ICPC) mit dem Freedom to Write Award (deutsch: Freiheit zum Schreiben) ausgezeichnet.
2008 erhielt Liao nach mehreren vergeblichen Versuchen einen Reisepass. Obwohl der Autor zur Frankfurter Buchmesse 2009, deren Gastland China war, eingeladen wurde, verweigerte ihm die chinesische Staatssicherheit die Ausreise. Zur gleichen Zeit erschien in Deutschland unter dem Titel Fräulein Hallo und der Bauernkaiser: Chinas Gesellschaft von unten die vollständige Übersetzung seiner Interviews. Nachdem China ihm auch die Ausreise zur Lit.Cologne verweigert hatte, zu der er eingeladen worden war, wandte sich Liao im Februar 2010 in einem Offenen Brief an die deutsche Bundeskanzlerin Angela Merkel und bat sie, ihren außenpolitischen Einfluss geltend zu machen, damit er dennoch nach Köln reisen könne. Dem Brief legte er eine chinesische Schwarzkopie des deutschen Spielfilms Das Leben der Anderen bei, der 2010 in China Kultstatus besaß. Am 4. Juni 2010 veranstaltete das internationale literaturfestival berlin eine weltweite Lesung für Liao.
Am 15. September 2010 durfte Liao Yiwu mit Erlaubnis der chinesischen Behörden nach Deutschland ausreisen, um am Zehnten Internationalen Literaturfestival Berlin teilzunehmen. Er folgte damit auch einer Einladung der Autorenresidenz LiteraturRaum im Hotel Bleibtreu Berlin.
Im Mai 2011 wurde Liao durch die Behörden untersagt, seine Werke im Ausland vorzutragen oder zu veröffentlichen. Seine geplante Teilnahme am Sydney Writer’s Festival wurde damit hinfällig. Bis Mitte des Jahres 2011 lebte Liao in Chengdu in der Provinz Sichuan. Nach eigenen Angaben lebte er von den Tantiemen, die er für den Verkauf seiner Bücher erhielt, sowie von seiner Arbeit als „Untergrundmusiker“.
Im Sommer 2011 gelang Liao Yiwu die Flucht über Vietnam nach Deutschland. Er lebt seitdem im Exil in Berlin. Seit Oktober 2012 ist Liao Gründungsmitglied der Akademie der Künste der Welt in Köln.

## Veröffentlichungen in Deutschland
Sein erster Text in deutscher Übersetzung, Fräulein Hallo; Der Klomanager; Der Tagelöhner, erschien 2007 in der Berliner Kulturzeitschrift Lettre International. Sämtliche Interviews entstammen dem 2002 in Taiwan veröffentlichten Buch Interviews with People from the Bottom Rung of Society.
Die vollständige deutsche Übersetzung dieser Sammlung erschien, ergänzt um zwei weitere Interviews, 2009 im S. Fischer Verlag unter dem Titel Fräulein Hallo und der Bauernkaiser: Chinas Gesellschaft von unten. 2010 wurde das Manuskript von der Bundeszentrale für politische Bildung veröffentlicht.
Zur weltweiten Lesung seiner Prosawerke riefen am 4. Juni 2010, dem Jahrestag des Tian’anmen-Massakers, über einhundert Autoren aus allen Kontinenten am Internationalen Literaturfestival Berlin auf. Im Juli 2011 erschien die seit längerem angekündigte deutsche Ausgabe von My Testimonials über Liaos Zeit im Gefängnis unter dem Titel Für ein Lied und hundert Lieder.
Dieser epische, drastische Bericht handelt von der Brutalität und Absurdität willkürlicher staatlicher Repression. Mit seiner starken, mal illusionslosen, mal bildreichen Sprache versucht Liao Yiwu in seinem Werk allen Erniedrigten Chinas eine Stimme zu geben. Dem mutigen Chronisten wurde im November 2011 in der Großen Aula der Ludwig-Maximilians-Universität München der 32. Geschwister-Scholl-Preis verliehen. Mit der Auszeichnung von Liao Yiwu verbindet sich die mahnende Hoffnung, dass er einmal in ein freies, demokratisches China zurückkehren möge.
Ebenfalls 2011 erschien ein Lyrik-Band mit Gedichten aus den 1980er und frühen 1990er Jahren im hochroth Verlag unter dem Titel Massaker: Frühe Gedichte. Er enthält neben den bekannteren auch bislang noch nicht übersetzte Gedichte von Liao Yiwu.
Im Juni 2012 wurde Liao Yiwu der Friedenspreis des Deutschen Buchhandels zugesprochen, der ihm anlässlich der Frankfurter Buchmesse am 14. Oktober 2012 übergeben wurde. Die Jury lobte ihn in ihrer Begründung unter anderem als Schriftsteller und Dichter, „der sprachmächtig und unerschrocken gegen die politische Unterdrückung“ aufbegehre und „den Menschen am Rand der chinesischen Gesellschaft ein aufrüttelndes literarisches Denkmal“ setze.
Ebenfalls im Jahr 2012 erschien im Berliner Verlag Lieblingsbuch/Fly Fast Publishing das dreisprachige Buch (deutsch, englisch, chinesisch) Erinnerung, bleib.... Das Buch enthält ein Vorwort von Herta Müller und Susanne Messmer. Dem Buch liegen eine CD mit der Original-Aufnahme des Gedichtes Massaker und fünf seiner Lieder mit Flöte bei. Eine beiliegende DVD enthält einen von Liao Yiwu selbst gedrehten Dokumentarfilm über chinesische Erinnerungskultur von Gefängnissen. Das Buch enthält ergänzende zu den Aufnahmen bisher unveröffentlichte Bilddokumente von Gefängnis-Dokumenten, Photos anderer politischer Gefangener und Abdrucke seiner aus dem Gefängnis geschmuggelten Manuskripte.
Im August 2013 führte Liao Yiwu zusammen mit der Tänzerin Bettina Essaka und dem Komponisten/Geiger Stefan Poetzsch das experimentelle Text/Klang/Musik – Tanzprojekt unnötig im Rahmen des Poetenfest Erlangen auf. In diesem Projekt werden eigens für diese Produktion geführte Interviews mit Liao Yiwu (Berlin, 2011) eingespielt, sowie Texte aus Für ein Lied und hundert Lieder gelesen, dargestellt und musikalisch-tänzerisch verarbeitet. Liao Yiwu ist in dieser Produktion als Sprecher, Performer und Musiker zu erleben. unnötig beschreibt einen Teil von diffizilen und zynischen Demütigungen durch moderne Diktaturen und Systeme am Beispiel der Verhaftung von S. Poetzsch in der DDR der 80er Jahre und der Verfolgung von Liao Yiwu im aktuellen China.
Im September 2016 wurden Texte von Liao Yiwu in Berlin als Theaterstück auf die Bühne gebracht: Die Schauspielerin und Regisseurin Johanna Marx brachte zusammen mit dem Produzenten Stephan Knies eine dramatisierte Fassung in der Gedenkstätte Berlin-Hohenschönhausen heraus; es wurden Texte aus Für ein Lied und hundert Lieder, Fräulein Hallo und der Bauernkaiser, Die Kugel und das Opium (das war auch der Stücktitel), und Bambusbläser verarbeitet. Liao Yiwu nahm als Musiker teil, der ehemalige Häftling des Stasi-Gefängnisses Mario Röllig sowie die Schauspielerin Bettina Hoppe standen ebenfalls auf der Bühne.
2022 erschien Wuhan. Dokumentarroman, der am Beispiel der laufenden Pandemie die Arbeit und die Verfolgung der Bürgerjournalisten (von Kcriss bis zu Zhang Zhan) thematisiert. 
Im Juni 2023 erschien Die Liebe in Zeiten Mao Zedongs beim S. Fischer Verlag, in dem die Gräueltaten während der chinesischen Kulturrevolution thematisiert werden. Textfragmente zum Buch entstanden bereits 1992 während Yiwus Haft in einem Gefängnis in Sichuan. Erst während seiner Zeit im Exil formte er aus den aus dem Gefängnis geschmuggelten Fragmenten den Roman.

## Werke

### Bücher
- Fräulein Hallo und der Bauernkaiser: Chinas Gesellschaft von unten. Aus dem Chinesischen von Hans Peter Hoffmann und Brigitte Höhenrieder. Mit einem Vorwort von Philipp Gourevitch, einer Einführung von Wen Huang und einem Nachwort von Detlev Claussen. S. Fischer Verlag, Frankfurt am Main 2009, ISBN 978-3-10-044812-5. (Deutsche Erstausgabe, ungekürzte Neuübersetzung.)
- Fräulein Hallo und der Bauernkaiser: Chinas Gesellschaft von unten. Schriftenreihe der Bundeszentrale für politische Bildung (Band 1080). Bonn 2010.[25]
- Für ein Lied und hundert Lieder: Ein Zeugenbericht aus chinesischen Gefängnissen. (engl.: Testimonials.) Hans Peter Hoffmann, Übersetzung. S. Fischer, Frankfurt am Main 2011, ISBN 978-3-10-044813-2.
- Massaker: Frühe Gedichte. Aus dem Chinesischen von Hans Peter Hoffmann. hochroth Verlag, Berlin 2012, ISBN 978-3-902871-00-8.
- Die Kugel und das Opium. Leben und Tod am Platz des Himmlischen Friedens. S. Fischer Verlag, Frankfurt am Main 2012, ISBN 978-3-10-044815-6.[26]
- Erinnerung, bleib. Texte, Musik, Film. Lieblingsbuch/Fly Fast Publishing, Berlin 2012, ISBN 978-3-943967-00-5.
- Die Dongdong-Tänzerin und der Sichuan-Koch: Geschichten aus der chinesischen Wirklichkeit. Aus dem Chinesischen von Hans Peter Hoffmann. S. Fischer Verlag, Frankfurt am Main 2013, ISBN 978-3-10-044816-3.
- Gott ist rot: Geschichten aus dem Untergrund – Verfolgte Christen in China, S. Fischer Verlag, Frankfurt am Main 2014, ISBN 978-3-10-044814-9.
- Die Wiedergeburt der Ameisen. Roman. Aus dem Chinesischen von Karin Betz. Nachwort und Glossar von Karin Betz. S. Fischer Verlag, Frankfurt am Main 2016, ISBN 978-3-10-044817-0.[27]
- Herr Wang, der Mann, der vor den Panzern stand: Texte aus der chinesischen Wirklichkeit. Aus dem Chinesischen von Hans Peter Hoffmann. S. Fischer Verlag, Frankfurt am Main 2019, ISBN 978-3-10-397446-1
- Wuhan: Dokumentarroman. Aus dem Chinesischen von Brigitte Höhenrieder und Hans Peter Hoffmann. S. Fischer Verlag, Frankfurt am Main 2022, ISBN 978-3-10-397105-7
- DIe Liebe in Zeiten Mao Zedongs. Aus dem Chinesischen von Hans Peter Hoffmann und Brigitte Höhenrieder. S. Fischer Verlag, Frankfurt am Main 2023, ISBN 978-3-10-397291-7.

### Werke auf Chinesisch und Übersetzungen ins Englische
- The Fall of the Holy Temple. Sammlung von Untergrund-Gedichten der 1970er Jahre.
- Interviews with People from the Botton Rung of Society. Rye Field Publishing Co., Taipei 2002. (Chinesische Ausgabe.)
- The Corpse Walker. Real Life Stories: China from the Bottom Up. Pantheon Books, New York City 2008, ISBN 978-0-375-42542-4. (Gekürzte Übersetzung.)
- The Last of China’s Landlords. The Laogai Research Foundation, Washington D. C. 2008, ISBN 978-1-931550-19-2.
- Chronicles of the Big Earthquake. Bericht über das Erdbeben in Sichuan 2008. Hongkong 2009.
- Reports on China’s Victims of Injustice.
- God is Red: The Secret Story of How Christianity Survived and Flourished in Communist China. HarperCollins: New York 2012.
- 當武漢病毒來臨 (When the Wuhan Virus comes). Yunchen Wenhua/Asian Culture, Taiwan 2020[28]

### Hörspiele
- Vier Lehrmeister. 2011.

### Filme
- Totenmesse. 1989.

## Auszeichnungen
- 2003: Hellman-Hammet-Grant von Human Rights Watch
- Freedom to Write Award. des unabhängigen chinesischen PEN-Zentrums 2007.
- 2011: Geschwister-Scholl-Preis für Für ein Lied und hundert Lieder
- 2011: Hörspiel des Jahres für Vier Lehrmeister[29]
- 2012: Friedenspreis des Deutschen Buchhandels[30]
- 2013: Aschaffenburger Mutig-Preis als Anerkennung seines herausragenden und vorbildlichen Einsatzes für Freiheit, Gerechtigkeit und Menschenwürde.